# Ринхокаламус
Ринхокаламус (Rhynchocalamus) — рід змій з роини Вужеві. Має 3 види.

## Опис
Дрібні змійки — загальною довжиною до 40—50 см. Габітуально подібні з деякими представниками роду Олігодон, з якими їх довгий час ототожнювали. Міжщелепний щиток великий й сильно загнутий на верхню поверхню морди, глибоко вдаючись між міжносовимими щитками. Ширина лобного щитка рівна або дещо перевершує його довжину. Ніздря прорізана в одному цілому щитку. Луска тулуба гладенька. 

## Спосіб життя
Полюбляють кам'янисті місцини, напівпустелі. Здебільшого живуть під землею, де риють численні ходи та нори. Зрідка навесні з'являються на поверхні. Харчуються безхребетними та їх личинками.
Це яйцекладні змії.

## Розповсюдження
Мешкають у Передній Азії до південно-східної Туреччини і східного Закавказзя на півночі і південно-західній Аравії на півдні.

## Види
- Rhynchocalamus arabicus
- Rhynchocalamus barani
- Rhynchocalamus melanocephalus